# ЕЛО
Вижте пояснителната страница за други значения на ЕЛО.
ЕЛО е игрален коефициент или система за относителна оценка на силата на играча. Коефициентът ЕЛО се изчислява по определен метод. Той е изобретен като подобрение на оценката на Харкнес за рейтинг на шах.  ЕЛО се прилага в редица спортове и игри: шахмат, таблата, го, футбол, американски футбол, баскетбол, бейзбол, билярд, тенис на маса и множество настолни и видео игри. Системата за класиране на шахматисти е създадена от унгарския професор Арпад Ело, откъдето идва името на коефициента.
Коефициентът ЕЛО е рейтинг на играча и е представен от число, което може да се променя в зависимост от резултата от изиграните игри с рейтинг. След всяка игра печелившият играч отнема точки от загубилия. Разликата между оценките на победителя и губещия определя общия брой спечелени или загубени точки след игра. Ако играчът с по-висок рейтинг спечели, тогава само няколко рейтинг точки ще бъдат взети от играча с по-нисък рейтинг. Въпреки това, ако играчът с по-нисък рейтинг отбележи победа, ще бъдат прехвърлени повече точки за рейтинг. В случай на равенство играчът с по-нисък рейтинг също ще спечели няколко точки от играча с по-висок рейтинг. Това означава, че тази рейтингова система се самокоригира.
Рейтингът Ело е само сравнителен и е валиден само в рамките на групата рейтинги, в която е изчислен. Той не е абсолютна мярка за силата на играча.

## Създаване на системата EЛО
Арпад Ело, квалифициран шахматист на майсторско ниво, активно е работил във Федерацията по шах на САЩ от основаването ѝ през 1939 г. Шахматната федерация на САЩ използва цифрова система за изчисляване на рейтинги, което позволява да се следи напредъкът на шахматистите. Но тази система е била несъвършена и понякога е водела до необосновано повишаване на рейтингите. От името на Федерацията по шах на САЩ, професор Ело разработва нова система на статистическа основа.
Рейтинговата система EЛО е предложена от Федерацията по шах на САЩ през 1960 г. През 1970 г. ФИДЕ приема рейтинговата система EЛО като основа за решаване на въпроси, свързани с присъждането на титлите „гросмайстор“ и „международен майстор“, завършването на квалификационни и други турнири и т.н.

## Изчисляване на рейтинга EЛО
Очакваният брой точки, които играчът {\displaystyle A} ще получи в игра с играча {\displaystyle B}, се изчислява по формулата:
{\displaystyle E_{A}={\frac {1}{1+10^{\frac {R_{B}-R_{A}}{400}}}}}
където:
- {\displaystyle E_{A}}  е очакваният брой точки, които играчът {\displaystyle A} ще отбележи в игра с играча {\displaystyle B};
- {\displaystyle R_{A}} – рейтинг на играча {\displaystyle A};
- {\displaystyle R_{B}} – рейтинг на играча {\displaystyle B}.

Новият рейтинг на играча {\displaystyle A} се изчислява по формулата:
{\displaystyle R_{A}^{\prime }=R_{A}+K\cdot (S_{A}-E_{A})}
където:
- {\displaystyle K} е коригиращ коефициент, чиято стойност е равна на 10 за най-силните играчи (рейтинг 2400 и повече), 20 (беше 15) – за играчи с рейтинг под 2400 и 40 (беше 30) – за нови играчи (на първите 30 игри от момента на получаване на рейтинга ФИДЕ), както и за играчи под 18 години, чийто рейтинг е под 2300;
- {\displaystyle S_{A}} – броят точки, реално отбелязани от играча {\displaystyle A} (1 точка за победа, 0,5 за равенство и 0 за загуба);
- {\displaystyle R_{A}^{\prime }} е новият рейтинг на играча {\displaystyle A}.

Аналогично се определя и очакваният брой точки, които играчът {\displaystyle B} ще получи в игра с играча {\displaystyle A}:
{\displaystyle E_{B}={\frac {1}{1+10^{\frac {R_{A}-R_{B}}{400}}}}}
но може и по-лесно да се изчисли по формулата {\displaystyle E_{B}=1-E_{A}}, тъй като сумата от вероятностите е равна на 1 и за играта се дава 1 точка. Съответно новият рейтинг на играча {\displaystyle B} ще бъде:
{\displaystyle R_{B}^{\prime }=R_{B}+K\cdot (S_{B}-E_{B})}
Пример: Нека играчът {\displaystyle A} има рейтинг 1613 и играе в турнир от пет кръга. Той губи от играч с рейтинг 1609, постига равенство с играч с рейтинг 1477, побеждава играч с рейтинг 1388, побеждава играч с рейтинг 1586 и губи от играч с рейтинг 1720. Действителният резултат на играча е (0 + 0,5 + 1 + 1 + 0 ) = 2,5. Очакваният резултат, изчислен съгласно формулата за {\displaystyle E_{A}}по-горе, е (0,51 + 0,69 + 0,79 + 0,54 + 0,35) = 2,88.

Следователно новият рейтинг на играча е [1613 + 32·(2,5 − 2,88)] = 1601, като се приеме, че се използва коригиращ коефициент K=32. Еквивалентно, при всяка игра може да се каже, че играчът е поставил залог от K пъти очаквания резултат от играта, противниковият играч прави същото и победителят прибира пълния залог със стойност K точки; в случай на равенство, играчите си разделят залога и получават по 1/2 K точки всеки.
Трябва да се отчита, че докато две победи, две загуби и едно равенство може да изглеждат като равен резултат, това е по-лошо от очакваното за играча {\displaystyle A}, тъй като неговите противници са с по-нисък среден рейтинг. Следователно играчът {\displaystyle A} е леко ощетен. Ако той беше отбелязал две победи, една загуба и две равенства за общ резултат от три точки, това би било малко по-добре от очакваното и новият рейтинг на играча щеше да бъде [1613 + 32·(3 − 2,88) ] = 1617.
Тази процедура за актуализиране е в основата на рейтингите, използвани от ФИДЕ, Шахматната федерация на САЩ, Yahoo! Игри, Шахматeн интернет клуб (ICC) и Безплатен интернет шах сървър (FICS). Всяка организация обаче е поела по различен път, за да се справи с несигурността, присъща на рейтингите, особено рейтингите на новодошлите, и да се справи с проблема с инфлацията/дефлацията на рейтингите. На новите играчи се присвояват временни рейтинги, които се коригират по-драстично от установените рейтинги.
Принципите, използвани в тези рейтингови системи, могат да се използват за класиране на други състезания - например международни футболни мачове.
Рейтингите ЕЛО също се прилагат за игри без възможност за равенство и за игри, в които резултатът може да има и количество (малък/голям марж) в допълнение към качеството (победа/загуба) /например ЕЛО в го/.

## Рейтинг EЛО в шаха
Рейтингът EЛО в шаха обикновено означава рейтинга на ФИДЕ, който шахматистите получават след игра в турнири с редовни контроли на времето. През 2012 г. са въведени и рейтинги за ускорен и блиц шах. Освен това много шахматни федерации, както и интернет портали, имат собствен рейтинг. Всяка рейтингова система е различна и не следва точно първоначалните предположения на Eлo.
В шаха рейтингът EЛО се изчислява според резултатите от партиите на шахматистите помежду си. Рейтинговата система EЛО разделя шахматистите на девет класа: най-високият клас започва с рейтинг 2600, най-ниският клас съответства на рейтинг 1200 и по-долу.
На конгреса във Финландия през 2011 г. са направени корекции относно определяне на коефициента ЕЛО на състезателите.
Интерес представлява т. 9.4 от Турнирния правилник на Международната федерация по кореспондентски шах (на английски: International Correspondence Chess Federation, ICCF), който влиза в сила от 1 януари 2012 г.
При старта на всеки турнир рейтингът на състезателите се определя както следва:
1. За състезатели, които имат ЕЛО, се взема техният рейтинг от последната рейтинг-листа на ICCF.
2. За нови състезатели се взема техният рейтинг от листата на ФИДЕ (ако имат ФИДЕ ЕЛО).
3. За нови състезатели (без ЕЛО) се взема средният рейтинг на турнира (в случай че това очевидно е неподходящо, комисарят от ICCF може да коригира рейтинга на състезателя, дори ако турнирът е започнал).

При завършване на всяка партия текущо се определя рейтингът на състезателя, а не както преди – след окончателното завършване на турнира. Ако новото ЕЛО на играча е по-ниско от това в началото на турнира, новото ЕЛО на неговите опоненти се определя по рейтинга на състезателя в началото на турнира.
При определяне на коефициента ЕЛО на състезателите по кореспондентски шах се вземат предвид само турнирите, които са с не по-малко от 30 дни за мислене за 10 хода (при игра по сървър) и не по-малко от 20 дни за 10 хода (при игра по пощата).
Най-старите играчи, оценени според коефициента ЕЛО, са Александър Петров (1794 – 1867) с коефициент 2530 и Йозеф Зен (1800 – 1867) с коефициент 2450.
Най-голям коефициент ЕЛО е имал норвежкият шахматист Магнус Карлсен през май 2014 г. – 2882. Българинът Веселин Топалов заема шестото място във вечната ранглиста с 2816 през юли 2015 г.

### Рейтинги и звания на ФИДЕ
Приблизително съответствие на рейтингите ЕЛО и шахматните звания при мъжете (женските еквиваленти на титлите се считат с отстъпка от 100-200 точки в зависимост от званието), както и разрядите (тук не се взема предвид полът на шахматиста): 
- над 2750 – участник в турнира на кандидатите за мача за титлата „световен шампион“;
- над 2700 – няма официална титла, но понякога неофициално се нарича „супер гросмайстор“ [4]
- над 2500 – световен шампион за жени;
- над 2500 – международен гросмайстор;
- 2400-2499 – международен майстор;
- над 2300 – международен гросмайстор сред жените;
- 2300-2399 – майстор на ФИДЕ;
- 2200-2299 – международен майстор сред жените;
- 2200-2299 – кандидат-майстор на ФИДЕ;
- 2000-2199 – кандидат-майстор на спорта;
- 1800-1999 – първи разряд;
- 1600-1799 – втори разряд;
- 1400-1599 – трети разряд;
- 1000-1399 – четвърти разряд (среден любител);
- под 1000 – начинаещ.

В рейтинговата система ЕЛО се приема, че преходът от един клас на игра към следващия става след около 200 рейтингови точки (започвайки с играчи от ниво първи разряд).
Шахматист, който е постигнал висок рейтинг EЛО (например в интернет), не може на тази основа да претендира за съответното шахматно звание или разряд, тъй като тези звани и разряди се присъждат на базата на изпълнение на определени норми, които не са свързани с рейтинг (участие в определени турнири и др.). Званията Гросмайстор (Международен гросмайстор) и Международен майстор се присъждат от Международната федерация по шах (ФИДЕ).

### Оценка на резултата
Оценката на резултата от играта е изчисляване на очаквания брой точки, които играчът {\displaystyle A} ще получи в игра с играча {\displaystyle B} по описаната формула за {\displaystyle E_{A}} и обратно (вероятността за победа в % в зависимост от разликата в рейтинга на играчите). Колкото по-стабилно играе един шахматист, толкова по-точно може да се оцени рейтингът му. Най-точната оценка може да се получи на базата на турнири, в които играят играчи с приблизително еднаква сила. Ако рейтингите на двамата играчи са почти еднакви (0 — 3 точки), вероятността единият да спечели е равна на вероятността другият да спечели (50/50 %, което е еквивалентно на средно 0,5 точки на игра). Ако разликата между двама играчи е 200 точки (например първи и втори разряд или международни майстори за мъже и жени), тогава по-силният играч набира средно около 0,76 точки на игра; ако разликата е 400 точки (например международен майстор и кандидат-майстор на спорта), тогава тази средна стойност е около 0,91. Когато разликата достигне 920 точки (например международен гросмайстор и второразрядник или кандидат-майстор и среден любител), това означава, че по вероятностна оценка по-силният играч винаги печели (100 % или 1 точка средно на игра).
Оценка на вероятността за победа в % в зависимост от разликата в рейтинга на играчите
| Разлика в рейтинга | По-силни | По-слаби |
| ------------------ | -------- | -------- |
| 0—3                | 50       | 50       |
| 4—10               | 51       | 49       |
| 11—17              | 52       | 48       |
| 18—24              | 53       | 47       |
| 25—31              | 54       | 46       |
| 32—38              | 55       | 45       |
| 39—45              | 56       | 44       |
| 46—52              | 57       | 43       |
| 53—59              | 58       | 42       |
| 60—66              | 59       | 41       |
| 67—74              | 60       | 40       |
| 75—80              | 61       | 39       |
| 81—88              | 62       | 38       |
| 89—96              | 63       | 37       |
| 97—103             | 64       | 36       |
| 104—111            | 65       | 35       |
| 112—119            | 66       | 34       |
| 120—126            | 67       | 33       |
| 127—134            | 68       | 32       |
| 135—143            | 69       | 31       |
| 144—151            | 70       | 30       |
| 152—159            | 71       | 29       |
| 160—168            | 72       | 28       |
| 169—177            | 73       | 27       |
| 178—186            | 74       | 26       |

| Разлика в рейтинга | По-силни | По-слаби |
| ------------------ | -------- | -------- |
| 187—195            | 75       | 25       |
| 196—205            | 76       | 24       |
| 206—214            | 77       | 23       |
| 215—224            | 78       | 22       |
| 225—235            | 79       | 21       |
| 236—246            | 80       | 20       |
| 247—257            | 81       | 19       |
| 258—269            | 82       | 18       |
| 270—281            | 83       | 17       |
| 282—294            | 84       | 16       |
| 295—307            | 85       | 15       |
| 308—322            | 86       | 14       |
| 323—338            | 87       | 13       |
| 339—354            | 88       | 12       |
| 355—372            | 89       | 11       |
| 373—391            | 90       | 10       |
| 392—412            | 91       | 9        |
| 413—436            | 92       | 8        |
| 437—463            | 93       | 7        |
| 464—494            | 94       | 6        |
| 495—530            | 95       | 5        |
| 531—576            | 96       | 4        |
| 577—636            | 97       | 3        |
| 637—726            | 98       | 2        |
| 727—919            | 99       | 1        |
| ≥920               | 100      | 0        |

(Забележка: Вероятностите са изчислени в числа по формулата за {\displaystyle E_{A}} с точност до 64-ия десетичен знак и превърнати в проценти, закръглени с точност до 1 % по основното правило: при остатък, по-малък от 0,5 % – към същата единица, при по-голям от 0,5 % – към следваща по-голяма.)
Тези вероятности, разбира се, не отчитат рязко променената спортна форма на играча в даден момент. За разлика от това, ако силата на играча се променя сравнително бавно (докато играчът играе статистически достатъчно голям брой игри, за да се отчете за промяна на рейтинга), тогава рейтингът постоянно се коригира спрямо промените в силата на играча.
Рейтинговата система EЛО се основава на предположението, че силата на всеки шахматист може да бъде представена като вероятностна променлива, която се подчинява на нормално разпределение (сега се използва логистичното разпределение). Изчисляването на рейтинга на конкретен играч въз основа на резултатите от всеки турнир се основава на сравнение на броя точки, набрани от него, с очаквания брой точки, прогнозиран въз основа на неговия рейтинг. Ако в края на турнира броят на набраните точки е по-голям от предвидената стойност, тогава рейтингът на този играч се увеличава. Ако в края на турнира броят на набраните точки е по-малък от предвидената стойност, тогава рейтингът на този играч намалява.

### Рейтинг на ефективността
Рейтингът на ефективността или специалният рейтинг {\displaystyle R_{E}} е хипотетичен рейтинг, който би бил резултат от игрите само на едно събитие. Някои шахматни организации   използват „алгоритъма с 400“, за да изчислят рейтинга на ефективността. Съгласно този алгоритъм рейтингът на ефективността за дадено събитие се изчислява по следния начин:
- За всяка победа се добавя рейтингът на опонента плюс 400;
- За всяка загуба се добавя рейтингът на опонента минус 400;
- За всяка равна игра се добавя рейтингът на опонента;
- Разделя се тази сума на броя изиграни игри.

Това може да се изрази с формулата
{\displaystyle R_{E}={\frac {\Sigma +400\times (P-Z)}{I}}},
където {\displaystyle \Sigma } е сумата от рейтингите на противниците, {\displaystyle P} е броят на победите, {\displaystyle Z} е броят на загубите, а {\displaystyle I} – на всички изиграни игри.
| {\displaystyle p} | {\displaystyle d_{p}} |
| ----------------- | --------------------- |
| 1,00              | +800                  |
| 0,99              | +677                  |
| 0,9               | +366                  |
| 0,8               | +240                  |
| 0,7               | +149                  |
| 0,6               | +72                   |
| 0,5               | 0                     |
| 0,4               | −72                   |
| 0,3               | −149                  |
| 0,2               | −240                  |
| 0,1               | −366                  |
| 0,01              | −677                  |
| 0,00              | −800                  |

Примери: Ако победите играч с рейтинг ЕЛО 1000,
{\displaystyle R_{E}={\frac {1000+400\times (1)}{1}}=1400}
Ако победите двама играчи с рейтинг ЕЛО 1000,
{\displaystyle R_{E}={\frac {2000+400\times (2)}{2}}=1400}
Ако загубите от двама играчи с рейтинг ЕЛО 1000,
{\displaystyle R_{E}={\frac {2000-400\times (2)}{2}}=600}
Ако завършите наравно (реми),
{\displaystyle R_{E}={\frac {1000+400\times (0)}{1}}=1000}
При 2 победи, загуба и реми с играчи с рейтинги 1000, 1200, 1600 и 1400,
{\displaystyle R_{E}={\frac {5200+400\times (2-1)}{4}}=1400}.
Това е опростяване, но предлага лесен начин за определяне рейтинга на ефективността.
ФИДЕ обаче изчислява рейтинга на ефективността с помощта на формулата:

среден рейтинг на противниците {\displaystyle R_{cp}} + разлика в рейтингите {\displaystyle d_{p}}. Разликата в рейтингите се основава на турнирния процентен резултат {\displaystyle p} на играча, който след това се използва като ключ в справочна таблица, където {\displaystyle p} е просто броят спечелени точки, разделен на броя изиграни игри. В случай на перфектен или никакъв резултат {\displaystyle d_{p}} е 800. Пълната таблица може да бъде намерена онлайн в Ръководство на ФИДЕ, B. Постоянни комисии, 02. Правила за рейтинг на ФИДЕ (Квалификационна комисия), Правила за рейтинг на ФИДЕ  в сила от 1 юли 2017 г., 8.1a. Опростена версия на тази таблица е по-горе вдясно.

### Моментен рейтинг
ФИДЕ актуализира своя списък на рейтингите в началото на всеки месец. За разлика от това, неофициалните моментни рейтинги изчисляват промяната в рейтинга на играчите след всяка игра. Те се основават на публикуваните преди това рейтинги на ФИДЕ, така че моментният рейтинг на играча е предназначен да съответства на рейтинга на ФИДЕ, ако ФИДЕ издаде нов списък този ден.
Въпреки че моментните рейтинги са неофициални, интересът към тях се засилва през август/септември 2008 г., когато петима играчи заемат номер 1 в класацията на моментните рейтинги. 
Неофициалните моментни рейтинги на играчи над 2700 са публикувани и поддържани от Ханс Арилд Рунде в уебсайта Live Rating website до август 2011 г. Друг уебсайт, 2700chess.com, се поддържа от май 2011 г. от Артьом Цепотан, като обхваща най-добрите 100 шахматисти и 50 шахматистки.
Промените в рейтинга могат да бъдат изчислени ръчно с помощта на калкулатора за промяна на рейтинга на ФИДE.  Всички най-добри играчи имат коригиращ коефициент {\displaystyle K=10}, което означава, че максималната промяна в рейтинга от една игра е малко по-малко от 10 точки.

### Рейтинги на шахматни турнири
ФИДE класифицира турнирите в категории въз основа на средния рейтинг на играчите. Всяка категория има обхват на рейтинга от 25 точки за класиране. Първата категория се присъжда със среден рейтинг от 2251 до 2275, втората от 2276 до 2300 и т. н. Към април 2015 г. най-силният турнир (Сейнт Луис 2014) е имал 23-та категория със среден рейтинг 2802.
По-долу е номерирането на категориите турнири с указание за обхвата на рейтингите ЕЛО:
| Категория | Среден рейтинг |
| --------- | -------------- |
| 1         | 2251—2275      |
| 2         | 2276—2300      |
| 3         | 2301—2325      |
| 4         | 2326—2350      |
| 5         | 2351—2375      |
| 6         | 2376—2400      |
| 7         | 2401—2425      |
| 8         | 2426—2450      |

| Категория | Среден рейтинг |
| --------- | -------------- |
| 9         | 2451—2475      |
| 10        | 2476—2500      |
| 11        | 2501—2525      |
| 12        | 2526—2550      |
| 13        | 2551—2575      |
| 14        | 2576—2600      |
| 15        | 2601—2625      |
| 16        | 2626—2650      |

| Категория | Среден рейтинг |
| --------- | -------------- |
| 17        | 2651—2675      |
| 18        | 2676—2700      |
| 19        | 2701—2725      |
| 20        | 2726—2750      |
| 21        | 2751—2775      |
| 22        | 2776—2800      |
| 23        | 2801—2825      |
| 24        | 2826—2850      |

### Рейтинги на регистрираните шахматисти
Към февруари 2023 година регистрираните играчи от ФИДЕ имат следните рейтинги над 2250: 
| Рейтинг   | Брой на играчите с дадения рейтинг | Брой на играчите с дадения рейтинг | Брой на играчите с дадения рейтинг | Брой на играчите с дадения рейтинг |
| Рейтинг   | Всичко                             | Активни                            | Жени                               | Ж. Акт.                            |
| --------- | ---------------------------------- | ---------------------------------- | ---------------------------------- | ---------------------------------- |
| 2251—2300 | 4787                               | 1709                               | 179                                | 94                                 |
| 2301—2350 | 3374                               | 1332                               | 110                                | 69                                 |
| 2351—2400 | 2064                               | 992                                | 60                                 | 46                                 |
| 2401—2450 | 1381                               | 723                                | 34                                 | 24                                 |
| 2451—2500 | 735                                | 478                                | 22                                 | 13                                 |
| 2501—2550 | 432                                | 308                                | 8                                  | 7                                  |
| 2551—2600 | 235                                | 175                                | 6                                  | 4                                  |
| 2601—2650 | 137                                | 107                                | 1                                  | 1                                  |
| 2651—2700 | 68                                 | 56                                 | 1                                  | 0                                  |
| 2701—2750 | 30                                 | 30                                 | 0                                  | 0                                  |
| 2751—2800 | 9                                  | 8                                  | 0                                  | 0                                  |
| ≥ 2801    | 2                                  | 1                                  | 0                                  | 0                                  |